# 中井俊已
中井 俊已（なかい としみ、1959年 - ）は、日本の作家、教育評論家。鳥取県出身。公式ブログ「今日も良いことがあるように」

## 経歴
1980年長崎大学教育学部在学中に、ローマにて聖ヨハネ・パウロ二世教皇よりカトリックの受洗。大学卒業後、精道三川台小学校・中学校に23年間勤務。
その後、「長崎新聞」でのエッセー連載を機に、執筆・講演活動などを始め、2005年４月から作家・教育評論家になる。教育書、エッセー、児童書、伝記、絵本など多数執筆する。併行して、全国の幼稚園・保育園、小・中・高校・大学主催の子育て・教育講演会、企業・各種自己啓発の会などの講演会・研修会・セミナーで講師を務める。
2014年に平安女学院大学子ども教育学部客員教授への委嘱を経て、2015年より平安女学院大学文化創造センター客員教授。

## 主な著書（2002年～）
- 『ラッキー！』（PHP研究所）
- 『ハッピー！』（PHP研究所）
- 『オッケー！』（PHP研究所）
- 『元気がでる魔法の口ぐせ』（PHP研究所）
- 『マザー・テレサ愛の花束』（PHP研究所）
- 『マザーテレサ　愛と祈りをこめて』（PHP研究所）
- 『もしも天国のマザー・テレサが君のそばにいたら』（PHP研究所）
- 『子どもの「いいところ」を伸ばすほめ言葉ブック』（PHP研究所）
- 『幸せに気づく』（PHP研究所）
- 『きっと、だいじょうぶ。』（PHP研究所）
- 『ハッピーになろうよ。』（PHP研究所）
- 『ヨハネ・パウロ二世　愛と勇気の言葉』（PHP研究所）
- 『感謝の習慣がいい人生をつくる』（PHP研究所）
- 『奇跡を呼ぶ天使の贈り物』（PHP研究所）
- 『ねこ天使とおかしの国に行こう！』（PHP研究所）
- 『幸せをみつける魔法の言葉』（PHP研究所）
- 『運がひらける魔法の言葉』（PHP研究所）
- 『男の子って、どうしたら勉強するの？』（学研）
- 『女の子って、勉強で人生が変わるんだ！』（学研）
- 『男女別学で子どもは伸びる！』（学研）
- 『なぜ男女別学は子どもを伸ばすのか』（学研）
- 『思いやりを育てるしつけ51のヒント』（学陽書房）
- 『子どもを伸ばすほめ方叱り方51のヒント』 （学陽書房）
- 『学力も人間力も伸ばす子育て51のヒント』（学陽書房）
- 『男の子のやる気を引き出し魔法のスイッチ』（学陽書房）
- 『きっと勇気がわいてくる魔法の言葉　全3巻』（汐文社）
- 『こころを育てる魔法の言葉　全3巻』（汐文社）
- 『アーティストがうたう魔法の言葉　全3巻』（汐文社）
- 『永井隆　平和を祈り愛に生きた医師』（童心社）
- 『あしたからの仕事が楽しくなる小さな習慣』（明日香出版）
- 『平和の使徒　ヨハネ・パウロ二世』（ドン・ボスコ社）
- 『恵みを受けとめるヒント』（ドン・ボスコ社）
- 『クリスマスのうたものがたり』（ドン・ボスコ社）
- 『１９４５年のクリスマス　ながさきアンジェラスのかね』（ドン・ボスコ社）
- 『イラッとしたとき やさしい気持ちになれる本』（成美堂出版）
- 『読むだけで「人生がうまくいく」48の物語』（成美堂出版）
- 『もうひとりのはかせ』（新教出版社）
- 『聖ホセマリア・エスクリバー　天と地をつなぐ道』（ドン・ボスコ社）など

## メルマガ（2004年10月～）
- 「心の糧・きっとよくなる！いい言葉」[2]
- 「あなたに届けたい聖書の言葉・聖人の名言」
- 「教育プラスアップ1」

## ラジオ放送（2014年11月～）
- 全国放送「心のともしび」でエッセーが月1回朗読されている。

## ブログ（2018年12月～）
- 「今日も良いことがあるように」
- 「子育て・教育プラス１」
- 「聖書と祈りと幸いと」

## YouTubeチャンネル（2020年12月～）
- 【心の糧】　いい言葉やいい話を動画で配信